# 성경 외경
성경 외경(外經, Apocrypha)은  기독교의 교파에 따라서 조금씩 의미를 달리쓰는 말이다.
먼저 천주교회와 동방 정교회에서는 경전성이 의심이 되어 정경에서 제외된 문헌을 의미하는 개념이며, 논자에 따라서 위경(僞經)과 동일한 뜻으로 옮긴다.
개신교에서는 위경(僞經)을 가리킨다는 점에서 보편적인 의미는 위와 상통하지만, 그 뿐만 아니라 천주교회와 동방정교회에서 정경으로 보는 제2 경전을 포함하여 일컫는 점에서 관점의 차이가 있다.
대한민국의 기독교회 중 개신교회가 다수이므로 대부분 외경 의미는 구약성경에서 히브리어 원본이 없거나 헬라주의 영향을 받은 문헌인 동방정교회와 천주교회의 제2 경전과 의미가 같다.

## 외경 또는 제2경전 기준
이집트에 거주하던 유대인들은 코이네 그리스어로 당시 유대교 경전인 구약 성서를 번역하여 70인역 성서를 편찬했는데, 이때 편찬된 문서중에서 구약 성경의 오경 전통에 충실하지 않고, 히브리어 원본이 없다고 여겨지는 문서들을 바리사이파 랍비들이 히브리어 타나크를 결정하면서 외경(세파림 하 히조님, לחבדיל מספרי החיצונים)으로 구분하였다. 이 유대교의 외경들 중에서 가톨릭 교회에서 경전으로서 받아들인 책들을 타나크를 유대교의 경전을 원경전이라고 부르는 것과 대비해서 제2경전이라고 칭한다.
기독교회 안에서는 유대교로부터 독립당한 2세기 중엽 이후부터 70인역의 외경 또는 제 2경전의 경전성 인정에 대한 논란이 전개되었다. 동방교회에서는 유대교의 입장을 반영하여 교회 안에서 읽기는 하더라도 성경 목록 안에 넣지 않을 것을 여러 유력한 교부들이 주장하여 우세한 입장에 섰고, 동방교회로 유학을 한 히에로니무스와 루피누스 같은 일부 서방교회의 교부들도 이에 동조하였다.  
하지만 서방 교회에서는 이러한 새로운 관점을 거부하고 유대교로부터 독립당하기 이전의 외경과 정경의 구분이 명확하지 않던 시기에 성경으로서 자유롭게 썼던 초기 교회의 전통대로 이 문헌들 또한 성경 목록에 넣는 입장이 우세하였으며, 그 여론을 주도한 대표 인물은 바로 아우구스티누스였다. 
결국 4세기 말에 아우구스티누스의 주도 아래 열린 카르타고 공의회에서 서방교회는 교회법으로 논란이 된 이 문헌들의 경전성을 인정하는 결정을 일방적으로 내렸고, 동방교회는 이러한 서방교회만의 일방적인 성경 목록 결정을 수용하는 것을 사실상 거절하였지만, 동방교회만의 법적 구속력이 있는 성경 목록을 별도로 결정하지 않았다. 
16세기의 종교 개혁 이후 성립한 개신교회는 유대교의 경전 목록을 지지하여 외경을 모두 배척하였으나, 1672년에 개신교의 침투에 대응하기 위해 열렸던 예루살렘 공의회에서 동방정교는 2경전을 전면 수용한 카르타고 공의회의 성경 목록의 결정에 대하여 부분적으로 동의하였다.(즉, 2경전 문헌들을 공식적인 성경 목록에는 넣지만, 교리 도출의 근거로서는 삼지 않는 차별성의 인정)

## 외경의 형성 역사와 종류
외경의 구분에서 구약성경은 유대교의 오경에 따른 전승 사상을 유지하고 보존하기 위해 순수한 오경 사상에 따른 경전과 헬라 사상이나 다른 사상이 많이 포함된 경전을 구분하여 구약성경이 정경을 결정했던 바리새파 유대교의 얌니야 회의가 있었고, 신약성경 정경 결정은 카르타고 공의회에서 정경(正經)으로 인정받지는 못했던 히브리서(히브리인들에게 보낸 편지)와 유다서(유다의 편지)에는 외경이 인용된 부분이 있다는 점에서 성서 이외의 경전이 아닌 외경 성서로 보는 견해도 있었다. 공동번역성서와 천주교의 성경에는 천주교회과 정교회와 오리엔트 정교회에선 제2 경전이라고 해석하고 개신교에선 외경이라고 해석하는 책이 7권 실려 있으며, 그 목록은 다음과 같다.
- 마카베오기 상권
- 마카베오기 하권
- 지혜서
- 집회서
- 유딧기
- 바룩서
- 토빗기
- 에스더 (에스테르기) 10장 4절~16장
- 다니엘 3장 24절~90절[2], 13,14장

## 제2 경전 혹은 외경의 수용여부

### 기독교

#### 동방기독교
동방 정교회는 유대교의 정경+ 제 2 경전 + 지역별 차이.
지역교회의 권한이 강한 동방 정교회는, 독립교회나 자치독립교회에 따라서 다른 정경 목록을 사용 중이다. 경전으로는 인정하지만, 경독서라고 하여 교리 도출을 제한하는 차등을 둔다. 추가로 에스드라기 1권, 마카베오기 3권, 므낫세의 기도서, 시편의 일부를 정경으로 해석하며 지역 교회마다 추가로 인정하는 경우가 있다. (조지아 정교회에는 에스드라기 2권과 마카베오기 4권을 정경으로 본다.)
오리엔트 정교회 = 유대교의 정경+ 제 2 경전 + 지역별 차이 + 교단별 차이.
오리엔트 정교회는 동방 정교회와 거의 유사한 정경목록을 사용하지만, 지역교회에 따라서 일부 경전이 추가된다. 여기에는 시리아 정교회, 에티오피아 테와히도 정교회에서 정경으로 인정하는 에스드라기 2권과, 에티오피아 테와히도 정교회에서 인정하는 에녹서와 희년서와 메카비안 1, 2, 3서와 바룩 4서가 있다.

#### 서방기독교
천주교회는 유대교의 정경+ 제 2 경전.
천주교에서는 382년 로마 주교회의 및 397년 카르타고 공의회의 결정을 존중하여 정경(제2 경전)으로 취급하고 있다. 그리고 유대교 구약인 원경전과의 차등이 없이, 2경전을 근거로 하여 교리를 도출할 수 있다.
개신교회 = 유대교의 정경만 인정.
대부분의 개신교에서는 천주교회가 외경(제2경전)을 근거로 하는 연옥 교리 등을 전면에 내세운 사실로 인해 외경에 제한적인 입장을 취하고 있다. 개신교는 유대교처럼 구약 39권만을 정경으로 인정하고, 신앙생활에서 외경을 굳이 독서할 필요는 없다고 보며, 대체로 성경연구자들이 연구나 심화학습에 사용하는 정도의 참고서적 정도로 취급한다. 개신교 중 일부 보수적인 교단의 경우 위경처럼 연구할 가치도 없는 존재로 여기기도 한다.
성공회 = 유대교의 정경+ 제 2 경전(참고).
대부분의 개신교보다 서방기독교 전통을 수용하는 입장인 성공회는 제 2경전을 신앙에 도움되는 준정경으로 인정한다. 그러나 교리의 근거로 활용할 수 없다.

### 유대교
유대교에서는 예루살렘 파괴 이후 기존의 유대종교 유파들과 묵시적 운동들이 잦아든 기원후 90년 얌니야 회의에서 바리사이파를 중심으로 구약성서로 전승된 문헌 중에 오경의 정신을 따르고 헬레니즘의 영향을 받지 않은 문헌만을 정경으로 규정하였다. 이것이 39권의 구약성서의 정경화이다. 여기에서 제외된 외경들은 히브리어 원본이 없다는 점과 헬라주의를 담고 있음을 들어서 외경으로 구분하였다.

## 신약 외경
신약시대의 외경도 있는데, 복음서만 50개가 넘을 정도로 많은 문서들이 신약외경에 속한다.  대부분의 기독교 교파들은 카르타고 공의회에서 정경으로 채택된 4권의 복음서만을 정경으로 인정하고 있다.

## 같이 보기
- 성경
- 복음서 목록